# Oronce Finé
Oronce Finé (en latín aparece también como Orontius Finaeus Delphinatus, también Orontius Finnaeus e incluso puede encontrarse más corto como Finaeus. Oroncio Fineo en español) (Región del Delfinado, 20 de diciembre de 1494 - París 8 de agosto de 1555) fue un célebre matemático y cartógrafo de origen francés. Nacido en la ciudad de Briançon, hijo de François Fine y nieto Michel Fine, famosos physicos (médicos medievales), se educó en París (Collège de Navarre) y antes de obtener la licenciatura de medicina en 1522, parece que estuvo en prisión, por motivos poco claros. En el año 1531 fue elegido para el cargo de director del Collège Royal (hoy en día Collège de France), fundado por Francisco I, lugar donde se dedicó a enseñar matemáticas y astronomía hasta sus últimos días de vida.

## Obra

### Arquitectura
Se puede decir que era un experto en el diseño de fortificaciones y tuvo varias colaboraciones en la ciudad de Milán.

### Matemática

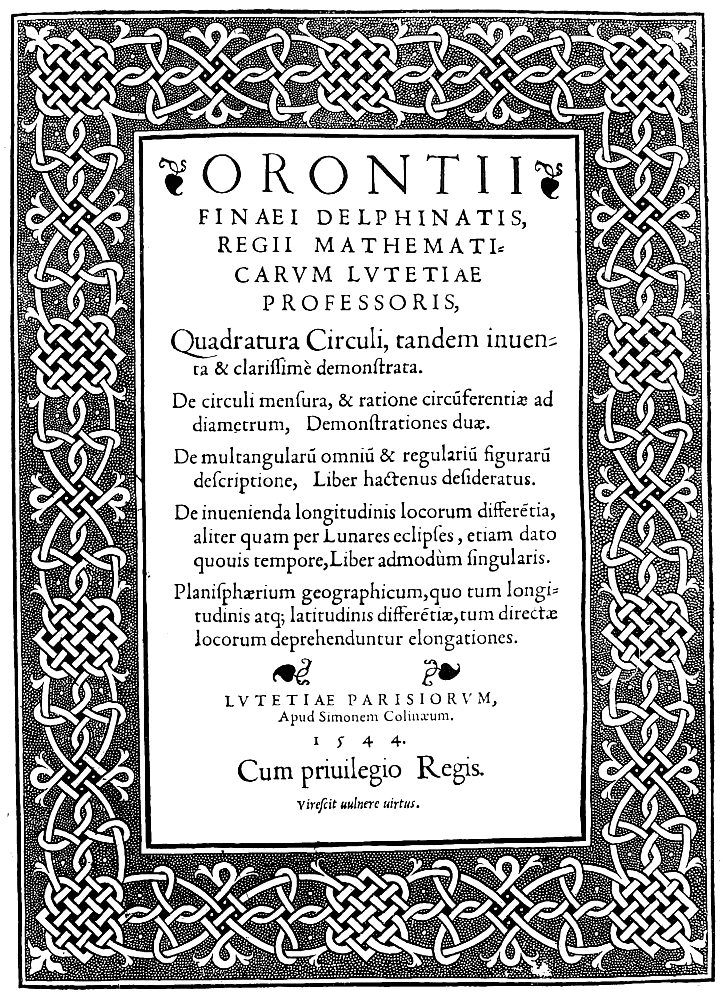
Quadratura circuli, 1544

Una de las obras más voluminosas de Oroncé fue la Protomathesis (1532), un libro de texto compuesto de cuatro partes; se puede mencionar que esta obra aparece como una colección de trabajos sobre diversos aspectos relacionados con las matemáticas de la época tales como la aritmética y geometría, pero contiene además (en el tercero y cuarto volúmenes) aspectos prácticos detallados sobre astronomía y gnomónica (véase también: historia de la gnomónica). 
En sus obras matemáticas emplea valores racionales para el número pi en sus cálculos geométricos, por ejemplo usa esta aproximación fraccionaria: (22 2/9)/7 en 1544. Posteriormente obtiene 47/15 y finalmente en su De rebus mathematicis (1556) usa una mejor aproximación: 3 11/78.

### Astronomía
Finé se puede decir que se dedicó por igual a escribir sobre astronomía que a diseñar instrumentos astronómicos. Entre los textos editados al comienzo de su carrera está el libro de Georg von Peuerbach denominado Theoricae Novae Planetarum en el que presenta la teoría de epiciclos que explica el movimiento planetario según la teoría expuesta por Ptolomeo y Sacrobosco.
El primer libro de Fine se publicó en 1526 y trataba sobre la descripción de un instrumento denominado Equatorium, se trata de un artilugio inventado por él y sobre el que estuvo muy interesado el resto de su vida escribiendo textos sobre su uso. El Equatorium se emplea en la determinación de la posición de los planetas.
En 1549 publica una de sus obras más divulgadas De mundi sphaera, dedicada a Enrique II de Francia. Se trata de un libro de texto popular en el que da nociones de astronomía y del que cabe destacar la belleza de las ilustraciones elaboradas por el propio Finé.
En el terreno de la gnomónica es frecuentemente conocido por haber plagiado a otros autores, Clavius describe con inusitada fuerza algunos de sus errores de interpretación, denominándolos "Error Orontius". Fue constructor de relojes de sol y uno de ellos elaborado en ébano en 1524 todavía existe.

### Cartografía
Sobre el problema de determinación de la longitud de un lugar Finé pudo sugerir que se observaran los eclipses de la luna para poder determinarla y para tal propósito describió un instrumento que denominó Meteoroscopio que se puede decir que estaba compuesto de un astrolabio modificado por añadido de una brújula.
Inventó una proyección cartográfica en forma de corazón empleada frecuentemente por otros cartógrafos como Petrus Apianus y Gerardus Mercator. Finé intentó reconciliar los descubrimientos en el Nuevo Mundo con las viejas creencias medievales y la información fundamentada casi en su totalidad por Ptolomeo. 
Diseño dos mapas terrestres y publicó un mapa de Francia (1525).

## Eponimia
- El cráter lunar Orontius lleva este nombre en su memoria.[1]
- También conmemora su nombre una plazuela inaugurada en París, Francia, en 2014.